# Dominik Duka
Dominik kardinál Duka (občanským jménem Jaroslav Václav Duka; * 26. dubna 1943 Hradec Králové) je český římskokatolický klerik, dominikán, v letech 2010–2022 36. arcibiskup pražský, 24. primas český a kardinál.
Dne 22. června 1970 přijal kněžské svěcení. V roce 1986 byl jmenován provinciálem České provincie dominikánů (1986–1998), následně se stal 24. biskupem královéhradeckým (1998–2010), apoštolským administrátorem litoměřické diecéze (2004–2008) a duchovním protektorem a generálním kaplanem orleánské obedience Vojenského a špitálního řádu svatého Lazara Jeruzalémského (2012–2021). V dubnu 2010 byl zvolen za předsedu České biskupské konference. Papež Benedikt XVI. jej při papežské konsistoři konané dne 18. února 2012 v Římě jmenoval kardinálem. Jeho doživotním titulárním kostelem je kostel sv. Marcelína a Petra v Lateránu.

## Život
Narodil se v dubnu 1943 na Rožberku v Hradci Králové a pokřtěn byl 9. května téhož roku v pouchovském kostele. Jeho otec František Duka byl za druhé světové války nejdříve příslušníkem vládního vojska, z něhož roku 1944 v Itálii dezertoval a přes Švýcarsko se dostal do Anglie, kde působil jako zbrojíř 311. československé bombardovací perutě britského Královského vojenského letectva. V 50. letech byl spolu s dalšími letci ze Západu degradován na vojína a odsouzen k trestu odnětí svobody na Loretě a poté následoval tábor nucených prací na Mírově. Po revoluci byl plně rehabilitován a povýšen do hodnosti majora. Matka Anežka Duková pocházela ze šumavských Hor Matky Boží.
První roky prožil s rodiči v Hradci Králové, Slezské předměstí, následně v Čelakovského ulici. Po odsouzení otce došlo ke ztrátě bytu a vystěhování do Broumova v Pouchově, kde v kostele svatého Pavla apoštola od dvanácti let ministroval. Z důvodu velkého počtu účastníku bohoslužby před tímto kostelem celebroval v roce 1970 svoji první mši svatou, tzv. primici.
Vystudoval na Gymnáziu J. K. Tyla v Hradci Králové a bezprostředně po maturitě pracoval v továrně ZVU, kde se vyučil strojním zámečníkem. Po absolvování základní vojenské služby v Trnavě mohl roku 1965 začít studovat teologii v Litoměřicích. V lednu 1968 byl přijat do tajného noviciátu řádu dominikánů a přijal řeholní jméno Dominik. Dne 22. června 1970 byl kardinálem Štěpánem Trochtou vysvěcen na kněze.

### Služba v dominikánském řádu
Nejprve působil v pohraničních farnostech pražské arcidiecéze (Chlum sv. Maří nad Ohří, Jáchymov, Nové Mitrovice). Roku 1975 mu byl odňat státní souhlas k výkonu duchovenské činnosti. V této době se také stal novicmistrem řádu dominikánů a pracoval spolu s Metodějem Habáněm na možnostech formace členů řádu, později se stal magistrem kleriků a vikářem provinciála. Tato činnost skončila jeho odsouzením roku (od 1981 do 1982) a pobytem ve vězení Plzeň-Bory (ve stejné době tam byl vězněn mj. i Václav Havel). Po propuštění až do roku 1989 pracoval ve Škodě Plzeň jako rýsovač.
Roku 1986 byl tajně ustanoven provinciálem Českomoravské dominikánské provincie. Úřad vykonával 12 let. Po roce 1990 působil již veřejně jako provinciál dominikánského řádu. Souběžně s tím vyučoval na Cyrilometodějské teologické fakultě Univerzity Palackého v Olomouci a vykonával též úřad předsedy Konference vyšších řeholních představených v ČSF, ČR a byl také místopředsedou Evropské konference vyšších řeholních představených.
Byl iniciátorem českého překladu Jeruzalémské bible, vytvářeného od roku 1980 a členem 10členného týmu překladatelů. Spolu s Františkem X. Halasem a jeho ženou Dagmar byl i jejím hlavním překladatelem. V tradicích dominikánské spirituality se vyprofiloval jako teolog, kdy v této souvislosti publikoval knižně i časopisecky, zejména v oboru biblistiky. Jako šéfredaktor se výrazně podílel na vydávání dominikánské revue pro teologii, duchovní život a kulturu, Revue Salve, aj. Následně se stal členem mezinárodní revue Communio v české mutaci.

### Biskup

Znak jako biskupa královéhradeckého

Dne 6. června 1998 byl jmenován biskupem Královéhradecké diecéze a 26. září téhož roku přijal biskupské svěcení. 4. listopadu 2004 byl jmenován též apoštolským administrátorem Litoměřické diecéze z důvodu nemoci biskupa Pavla Posáda, tuto funkci zastával až do jmenování Jana Baxanta novým litoměřickým biskupem v roce 2008.
V sobotu 13. února 2010 byl jmenován nástupcem kardinála Miloslava Vlka ve funkci pražského arcibiskupa. Úřadu se ujal 10. dubna 2010 po své intronizaci v katedrále sv. Víta, Václava a Vojtěcha. Za své cíle označil spolupráci na vyřešení právních majetkových otázek a též naznačil řešení statutu katedrály. Taktéž, aby církev více oslovovala mladé a aby dohoda o majetkovém vyrovnání státu a církve byla ku prospěchu celé společnosti, a tím také ku prospěchu církví a náboženských společností.

#### Biskupská genealogie
Následující tabulka obsahuje genealogický strom, který ukazuje vztah mezi svěcencem a světitelem – pro každého biskupa na seznamu je předchůdcem jeho světitel, zatímco následovníkem je biskup, kterého vysvětil. Rekonstrukcím a vyhledáním původu v rodové linii ze zabývá historiografická disciplína biskupská genealogie.
1. kardinál Scipione Rebiba
2. kardinál Giulio Antonio Santorio
3. kardinál Girolamo Bernerio, OP
4. arcibiskup Galeazzo Sanvitale
5. kardinál Ludovico Ludovisi
6. kardinál Luigi Caetani
7. kardinál Ulderico Carpegna
8. kardinál Paluzzo Paluzzi Altieri Degli Albertoni
9. papež Benedikt XIII.
10. papež Benedikt XIV.
11. arcibiskup Enrico Enríquez
12. arcibiskup Manuel Quintano Bonifaz
13. kardinál Buenaventura Córdoba Espinosa de la Cerda
14. kardinál Giuseppe Maria Doria Pamphilj
15. papež Pius VIII.
16. papež Pius IX.
17. kardinál Gustav Adolf von Hohenlohe-Schillingsfürst
18. arcibiskup Salvatore Magnasco
19. arcibiskup Gaetano Alimonda
20. arcibiskup Teodoro Valfrè di Bonzo
21. arcibiskup František Kordač
22. arcibiskup Karel Kašpar
23. biskup Mořic Pícha
24. arcibiskup Karel Otčenášek
25. Dominik Duka

### Jmenování kardinálem
Dne 6. ledna 2012 oznámil papež Benedikt XVI. na závěr mše, kterou sloužil při příležitosti slavnosti Zjevení Páně (lidově sv. Tří králů), že arcibiskupa Duku spolu s dalšími 21 duchovními ustanoví v blízké budoucnosti kardinálem. Oficiální ustanovení / creatio/ bylo provedeno při papežské konsistoři, která se konala dne 18. února 2012 v bazilice sv. Petra ve Vatikánu. Svou první mši v nové hodnosti sloužil kardinál Duka 25. února 2012 v katedrále sv. Víta, Václava a Vojtěcha v Praze. Při této příležitosti uctil památku svatého Vojtěcha a připomenul též památku Josefa Toufara, který v roce 1950 právě toho dne zemřel na následky vyšetřování komunistickým režimem.

### Rezignace
Ve čtvrtek 26. dubna 2018, v den svých 75. narozenin, odevzdal, dle předpisů Kodexu církevního práva, kardinál Dominik Duka papeži Františkovi dopis, ve kterém rezignoval na post pražského arcibiskupa. Odpovědí bylo psaní od Apoštolské nunciatury, zveřejněné na webu pražského arcibiskupství, v němž papež František dopis přijal a  zároveň Duku vyzval, aby úřad konal dále, dokud nebude stanoveno jinak, Jeho nástupcem v roce 2022 jmenoval papež František Jana Graubnera, dosavadního arcibiskupa olomouckého. Do doby nastoupení nového arcibiskupa pověřil papež František Dominika Duku apoštolským administrátorem během sedisvakance, než se nový arcibiskup 2. července 2022 kanonicky ujmul úřadu.

## Veřejná činnost
Kardinál Duka bývá charakterizován tím, že dobře vychází s politiky napříč politickým spektrem. Doposud velmi dobře vycházel se všemi prezidenty ČR, včetně Petra Pavla. Má být pojítkem mezi liberálními a konzervativními proudy v katolickém křesťanství, třebaže tíhne spíše ke konzervativismu. Vědomí plurality názorů v církvi („kdyby na Svatopetrském náměstí všichni ti lidé dosáhli splnění své představy o papeži, měli bychom možná dvacet, možná pětadvacet papežů“) se odrazilo i roku 2005 v jeho vyjádření ke zvolení papeže Benedikta XVI., na němž ocenil kompetentnost, vysokou humanitní kulturu a důraz na teologii. Duka tehdy připomněl, že za prvního člověka v církvi nebyl Kristem vybrán věrný, energický a statečný Jan, ale nerozhodný Petr, jemuž apoštol Pavel později vytýkal, že se příliš přizpůsobuje různým proudům.
Ještě coby královéhradecký biskup v roce 2006 kritizoval zákon o registrovaném partnerství, který podle něj znevažuje tradiční hodnoty rodiny. V souvislosti s festivalem Prague Pride 2011 pak uvedl, že „požadavky zmíněných protagonistů Prague Pride na adopci popírají de facto právo dítěte na své biologické rodiče, otce a matku“ a že „z programu Prague Pride je zřetelné, že se nejedná o otázku práva menšiny na toleranci, ale o propagaci uvolněného životního stylu, který není zodpovědný, důstojný a krásný“.
V roce 2012 podpořil Dominik Duka obnovení pomníku maršála Josefa Václava Radeckého z Radče na Malostranském náměstí v Praze a přijal záštitu nad Občanským sdružením „Radecký 1766–2016“, které si obnovení pomníku kladlo za cíl.
V říjnu 2018 kardinál Duka dopisem Jaroslavu Vodičkovi, předsedovi Českého svazu bojovníků za svobodu, ukončil své členství v tomto svazu. Své důvody nesdělil, dle médií tak učinil patrně kvůli faktu, že svaz ocenil poslance KSČM Zdeňka Ondráčka; tomu svaz udělil medaili s nápisem „Za vlast a za svobodu“, a to za jeho současnou činnost, nikoliv za činnost před listopadem 1989.

### Generální kaplan orleánské obedience Řádu sv. Lazara
Dne 14. září 2012, během slavnostní investitury Českého velkopřevorství orleánské obedience Vojenského a špitálního řádu sv. Lazara Jeruzalémského, konané na svátek Povýšení sv. Kříže, se Dominik Duka stal novým Generálním kaplanem řádu. Kardinál Duka byl tak v pořadí již třetím, původně královéhradeckým biskupem, který přijal Svatolazarský kříž a patronát nad duchovním působením řádu v Česku, ale poprvé v dějinách s působností pro převorství a komendy po celém světě.
Při příležitosti své investitury vyzdvihl především oběti, které svatolazarští rytíři přinesli během druhé světové války a také v době komunistické perzekuce, kdy několik členů řádu podstoupilo mučení a smrt v pracovních táborech. Duchovní velkokříž sv. Lazara přijal kardinál Duka během páteční ceremonie v Katedrále sv. Víta na Pražském hradě z rukou 50. velmistra orleánské obedience řádu, Jana Josefa Dobrzenského a předsedy řádové vlády, Charlese-Philippa d'Orléans, vévody z Anjou. Přítomen byl také papežský nuncius v České republice arcibiskup Giuseppe Leanza. Slavnostní liturgie se zúčastnili duchovní a zástupci sedmi řádových jurisdikcí spolu s představiteli Českého velkopřevorství.
V roce 2020 napsal Duka velmistru Janu Josefu Dobrzenskému, že řád nepostupuje dle svých vnitřních regulí a pokud nedojde k nápravě, pak rezignuje. K 1. lednu 2021 byl Duka kvůli vnitřním sporům rozhodnutím velmistra Jana Josefa Dobrzenského z řádu vyloučen a odvolán z funkce duchovního protektora a generálního kaplana. Takovýto postup však byl v rozporu s kanonickým právem, čímž spor vyvrcholil. Následně pak Česká biskupská konference odejmula řádu pověření společenství věřících.
V roce 2024 přirovnal Letní olympijské hry konané v témže roce k hrám v Berlíně v roce 1936 a v Moskvě v roce 1980.

## Kritika

### Politika
V únoru 2008 se biskup Duka podle deníku Právo krátce před prezidentskými volbami v parlamentu soukromě sešel s poslancem KDU-ČSL Jiřím Hanušem a hovořil s ním (mimo jiné) i o volbě prezidenta republiky v onom roce. Česká biskupská konference se pod vedením olomouckého arcibiskupa Jana Graubnera předtím usnesla, že biskupové zůstanou neutrální a nebudou do kampaně zasahovat. Poslanec Jiří Hanuš pak vypověděl, že mu Duka v osobním rozhovoru pouze řekl svůj osobní názor na oba kandidáty, ale neradil mu, koho volit.
Proslov tehdejšího prezidenta Václava Klause na Svatováclavské pouti 28. září 2011 vyprovokoval skupinu intelektuálů k sepsání Svatováclavské výzvy katolickým biskupům, ve které vystoupili proti propojení církve s jakoukoli politickou silou. Dominik Duka kritiku politizace církve odmítl na svém blogu ze dne 28. března 2013, kde napsal: „Církev vstupuje jako korektiv do společenského a politického života. Nikoliv stranického, ale společenského života, kde stojí na straně autonomie a svobody člověka“ a poukázal na to, že „nikdo nás nemůže vinit, že bychom chtěli rozhodovat o obsazování úřadů, ministerských postů, nebo že bychom prorůstali s některou z politických stran“.
Po demonstraci odborů ze dne 21. března 2013 bývalý dominikánský spolubratr Ivan Odilo Štampach kardinála Duku obvinil, že ve své rozhlasové „Glose Dominika Duky“ na Radiožurnálu označil demonstranty za „lůzu“. Usoudil tak na základě pasáže z rozhlasové glosy ze dne 22. dubna 2012, ve které Duka řekl: „Nevadí mi protesty, ale vadí mi množství projevů, které už dávno překročily míru pokojného protestu a staly se projevy hrubiánství a vulgarity. Tím se protest sesouvá z roviny demokracie do roviny ochlokracie.“ Kardinál Duka poté v rozhovoru s Oldřichem Dandou pro deník Právo odmítl, že by někoho označil za „lůzu“, když upozornil, že je autorem textu glosy, nikoliv titulku, ve kterém se slovo „lůza“ vyskytlo: „Nemluvil jsem o lůze, ten nadpis jsem článku nedal já. Mluvil jsem o ochlokracii, to není jen lůza, ale i dav.“ Pořad je navíc natáčen několik týdnů dopředu, souběh rozhlasové glosy s odborářskou demonstrací tak byl spíše dílem náhody.
V únoru 2018 byl do Vatikánu odeslán dopis, v němž skupina českých katolíků pod vedením aktivisty Jana Bierhanzla požádala papeže Františka, aby Dukovi po jeho povinné rezignaci neprodlužoval mandát coby arcibiskupovi pražskému. O něco později byl do Vatikánu odeslán podpůrný dopis Miloše Zemana, který napsal jako soukromá osoba, a v němž dokládá Dukovy osobnostní kvality. U papeže jej podporovali i čeští umělci. 
Duka bývá kritizován zejména od mladších věřících i za příklon k některým českým politikům. Blízké vztahy měl k bývalému prezidentu Václavu Havlovi, Václavu Klausovi a dobře vycházel i s prezidentem Milošem Zemanem. Jako jeden z mála katolických kleriků mu blahopřál jménem České biskupské konference k jeho znovuzvolení. V listopadu 2015 v Lánech dokonce odsloužil mši za vlast a představitele; v reakci na to pak zaslalo Dukovi několik desítek občanů kritický otevřený dopis. Kritiku si vysloužila i jeho slova na adresu uprchlíků velké migrace v roce 2015, kdy Duka upozorňoval na nutnost regulované migrace v souladu s odpovědnými představiteli státu. Jako předseda ČBK však také těmto uprchlíkům pomáhal. Kromě toho bývá kritizován za své postoje i LGBT komunitou. Kritizován je i za postoj k návodu na řešení znásilněných žen při invazi na Ukrajinu. Duka řekl, že viníkem není jen ruský voják, ale i ten, kdo mu dává rozkaz. 
V dubnu 2024 se Duka zúčastnil křtu Zemanovy knihy Spiknutí v Arcibiskupském paláci, spolu s řadou osob, které jsou spojovány s dezinformační scénou a jsou známé svými proruskými postoji. 

### Divadelní inscenace
Festival Divadelní svět Brno 2018 uvedl koncem května kontroverzní hry „Naše násilí a vaše násilí“ a „Prokletí“ chorvatsko-bosenského režiséra Olivera Frljiće. Ty se dle Duky hrubě dotkly jeho práv, zaručených Listinou práv a svobod: V Našem násilí je scéna s Ježíšem znásilňujícím muslimskou ženu, kdežto v Prokletí (již dříve Dukou označeném coby hnus) figuruje socha s vizáží papeže Jana Pavla II. s erigovaným penisem. Kardinál a jeho právník Ronald Němec proto zažaloval Národní divadlo Brno a organizátora festivalu, Centrum experimentálního divadla, a žádal od nich omluvu.
Smysl podání žaloby Duka a Němec spatřovali mj. v tom, že nikdo nemá právo hrubě a obscénně urážet náboženské symboly. Není rozhodné, zdali jde o Ježíše, proroka Mohameda nebo např. Masaryka. Jde o celospolečenský smír a nevytváření nenávisti. 
Krajský soud v Brně potvrdil rozsudek městského soudu jako pravomocný s tím, že brněnská divadla se nemusejí omlouvat za uvedení kontroverzních her. Soudce Michal Ryška v odůvodnění rozhodnutí uvedl: „Umělecký projev používá specifické výrazové prostředky, používá symboliku, používá nadsázku, a pokud má potenciál přispívat k diskusi o otázkách veřejného zájmu, tak je právně přípustný i za cenu jisté oběti na náboženském sentimentu části věřících osob, a víra a tolerance věřících by měly být v rámci demokratické společnosti natolik pevné, aby toto unesly.“
Dominik Duka v pořadu Partie na TV Prima kauzu okomentoval slovy, „rozsudek, který padl, je rozsudek hodný justice bývalého socialistického tábora, nikoli demokratického státu.“ „Česko se dostává zpět do totalitního myšlení a do doby, kdy u nás byli křesťané a církev pronásledováni a utlačováni.“
Soudce Michal Ryška následně v deníku Právo reagoval, že „kardinál se nemůže stavět do pozice veřejného žalobce pod maskou ochrany svých osobních práv“ a „demokracie není teokracie a že tolerance a víra věřících musí být v demokratické společnosti natolik silné, aby unesly uměleckou nadsázku. Tím spíš to platí pro osobu veřejnou, jakou je i kardinál, která má z titulu své funkce zajištěn široký přístup do médií a veřejného prostoru, kde může vést polemiku.“
Dominik Duka v prosinci 2019 oznámil, že ve sporu podá dovolání a nebude váhat obrátit se ani na Evropský soud pro lidská práva. V červnu 2021 jeho právník R. Němec České televizi potvrdil, že proti rozhodnutí soudů podají ústavní stížnost. Ústavní soud tuto stížnost v říjnu 2022 nakonec zamítl, neboť dle jeho názoru nedošlo k porušení základních lidských práv a svobod. R. Němec se proti usnesení ohradil, když v bodě 93 soud uvedl: V zásadě by se však soudci, a to ani ústavní, neměli stát strážci veřejné morálky.  Následně se Duky i Němce zastal prof. Fenyk, místopředseda Ústavního soudu.

### Církevní restituce
V roce 2012 schválila Vláda Petra Nečase církevní restituce, které vstoupily v platnost v roce 2013. Do tohoto vyrovnání nespadal areál Pražského hradu, který tak měl nadále zůstávat ve správě státu. Po pádu vlády nastoupila prozatímní vláda Jiřího Rusnoka, která vydržela u moci pouze několik měsíců, jelikož v srpnu 2013 nezískala důvěru, a vládla v demisi až do ledna 2014.
Pozornost si získala návštěva tehdejšího kardinála Dominika Duky premiéra v demisi, Jiřího Rusnoka, který ho žádal, aby byl do restitucí zahrnut i areál Pražského hradu. Následně Duka poskytl rozhovor Českému rozhlasu, kde se záhy rozkřičel na moderátorku poté, co jej konfrontovala s tvrzením ministra kultury o tom, že nové požadavky jsou v rozporu s dohodou ujednanou mezi církví a bývalým prezidentem Václavem Klausem v roce 2010. Rozhovor byl předčasně ukončen moderátorkou, jelikož docházelo k porušování Pravidel volebního vysílání. Po několika týdnech se moderátorce omluvil.[zdroj?]

### Trestní oznámení
V září roku 2019 bylo jednou z obětí (označovanou jako Patrik R.) podáno trestní oznámení na Dominika Duku za nadržování pachatelům sexuálního násilí, kteří se této činnosti dopouštěli v dominikánském řádu, jejž Duka v té době vedl. Podle právníka Patrika R. Daniela Bartoně měl Duka „v dominikánském řádu a potom i na dalších místech pomáhat unikat pachatelům sexuálních deliktů trestnímu stíhání“. Dukův mluvčí Romuald Štěpán Rob uvedl, že „kardinál je plně připraven spolupracovat s orgány činnými v trestním řízení.“ Duka uvedl, že oba dotyčné tehdy konfrontoval a vyslechl, považoval však situaci za patovou. Patriku R. prý řekl, že se může obrátit na policii a na světícího biskupa, ale že by měl přivést alespoň dva svědky, aby jeho tvrzení nabylo věrohodnosti. Duka potvrdil, že oba dotyční protichůdně přísahali na kříž, čímž vzniklo tvrzení proti tvrzení. Doposud nezodpovězenou otázkou zůstává, zda nepřekročil jako tehdejší představený dominikánů své pravomoce a nepochybil proti kánonu 1772, když ověřoval pravdomluvnost domnělého pachatele pod přísahou  Údajný pachatel zneužívání byl vysvěcen na kněze, po dalších obviněních ze sexuálního zneužívání byl v roce 2006 souzen církevním soudem a později byl z dominikánského řádu vyloučen. Zemřel v roce 2007. Tohoto údajného pachatele nepřijal do řádu Dominik Duka, nýbrž byl přijat na Slovensku. Po dobu asi 9 měsíců s Dukou žil ve společném řádovém bytě v Revoluční ulici 50 v Plzni-Lobzích. Proti jeho vysvěcení se vyslovila v 90. letech část dominikánů. Kardinál Duka dále uvedl, že mezi jím řešeným případem a počátkem soudu uplynulo 12 let. Podle jeho současného názoru neměl být dotyčný duchovní nikdy vysvěcen na kněze, přesto Patrika R. opakovaně odmítl přijmout a tuto záležitost s ním po letech osobně řešit.
Policejní vyšetřování dospělo k závěru, že R. byl obětí sexuálního násilí dokonce ze strany dvou kněží, ale Ústavní soud 27. dubna 2021 konstatoval, že případ je z pohledu práva uzavřen, protože oba duchovní jsou již po smrti., tedy jde jen o domněnku policie, ne o fakta. Ústavní soud ČR pronesl tento výrok, který je veřejný a zakládá se na zjištěných faktech: "Závěrem napadeného usnesení obvodní státní zastupitelství zdůrazňuje, že nepochybuje o tom, že stěžovatel se skutečně stal obětí popsaných sexuálních útoků, nicméně trestní právo nemá prostředky, jak tyto útoky potrestat." Druhý údajný pachatel se stal v 90. letech Dukovým pověřením novicmistrem dominikánského kláštera v Košicích na Slovensku, kde působil rovněž jako zpovědník v semináři. Po zveřejnění reportáže seznam.cz se přihlásila další oběť sexuálního zneužívání, která je i po řadě let ochotna vypovídat v neprospěch tohoto druhého pachatele. Ten, podle sdělení této oběti, před připravovaným kanonickým procesem zemřel na následky vysazení léků z vlastního rozhodnutí. Doposud není znám konečný počet obětí těchto dvou údajných pachatelů, objasnění znemožňuje nemožnost vyšetřovat mrtvé pachatele a promlčené zločiny a to jak ze strany státních, tak nejvyšších církevních orgánů ve Vatikánu.
Dominik Duka se Patriku R. odmítl omluvit s tím, že „se vůči dotyčnému ničím neprovinil a omluva by měla naopak přijít z jeho strany, protože udržoval v klášteře aktivní homosexuální vztah s jedním z kandidátů, za který byl vyloučen a který znevěrohodnil jeho obvinění, ale také za to, že obviňuje mrtvé, kteří se nemohou bránit“. Patrik R. může tento Dukův výrok na základě osobních písemných dokumentů a na základě písemných dokumentů svědků, vypovídajících již v dřívější církevní kauze proti jednomu z pachatelů vyvrátit, bližší vyšetřování Policie České republiky ani konkrétní šetření ze strany nejvyšších vatikánských struktur kardinálem prezentovaných tvrzení však zatím neproběhlo.  Stejným verdiktem, tedy že se oba kněží dopouštěli sexuálního zneužívání, skončilo i vyšetřování uvnitř České dominikánské provincie. Policejní šetření by se automaticky znovuotevřelo v případě, že by se objevily závažné nové skutečnosti potvrzující kontinuitu zlehčování utrpení obětí sexuálního zneužívání v církvi a nadržování pachatelům ze strany Dominika kardinála Duky.
Podle zástupců spolku Někdo Ti uvěří Duka a jeho spolupracovníci problém zneužívání v prostředí církve dlouhodobě zlehčují a vůči jeho obětem uplatňují konfrontační přístup. V otevřeném dopise z června 2021 Duku vyzvali, aby svůj postoj k obětem přehodnotil.
Dominik Duka, Česká biskupská konference a advokát Ronald Němec, který oba subjekty zastupoval, vedli několik let interní řízení s cílem nalézt další pachatele takových trestných činů. Později se usnesli, že o pátrání požádají orgány činné v trestním řízení, u žádného případu však nebylo trestněprávní řízení zahájeno.

### Nadace Arietinum
V květnu 2021 vydala nezisková organizace Kverulant zprávu, ve které tvrdila, že Dominik Duka podezřele vyvedl majetek církve přes svou nadaci Arietinum. Podle organizace mělo jít o dva pražské pozemky v hodnotě cca 250 milionů korun, které Dukova nadace převedla na developerskou firmu Central Group výměnou za budoucí obdržení bytů. Podle zjištění Deníku N nebyla ovšem zpráva organizace Kverulant zcela přesná. Potvrdili, že Duka sice založil nadaci v prosinci roku 2020 coby soukromá osoba, v čele její správní rady ovšem zasedá z titulu arcibiskupa (coby statutárního orgánu). V podstatě jde tedy o nadaci církve, nikoliv Dominika Duky. Rozporné ovšem zůstává, že ačkoliv je obsazení správní rady nadace spojeno s církevními funkcemi, první členstvo vedené Dominikem Dukou si ve stanovách schválilo, že jejich mandát trvá pět let bez ohledu na faktické obsazení církevních pozic. Jediným členem správní rady, který neměl přímou vazbu na arcibiskupství, byl Jan Žůrek, prezident České podnikatelské rady pro udržitelný rozvoj a jeden ze zakladatelů poradenské společnosti KPMG. Ten pro média uvedl, že celá transakce byla důkladně projednávána církevními orgány a že jde o jednu z podnikatelských aktivit, která má zajistit financování církve po její odluce od státu. Naopak církevní právník Jan Rozek o kauze uvedl: „To není klukovina. To je velká domů. A pokud to neschválil Vatikán, tak je to žalovatelné kanonickým právem.“ Podle kanonického práva by totiž neměla žádná diecéze bez svolení Vatikánu nakládat s majetkem vyšším, než je 40 milionů korun. Duka se proti tvrzení zprávy organizace Kverulant ohradil právní cestou. V polovině května mu Obvodní soud pro Prahu 10 vyhověl s žádostí o vydání předběžného opatření, které organizaci Kverulant nařídilo odstranit zprávu ze svých webových stránek. Podmínkou bylo, aby Duka na organizaci podal do půlky června žalobu. Odvolací soud však dal obecně prospěšné společnosti Kverulant.org zapravdu a konstatoval, že popsala skutečný stav věcí a článek tak byl v červenci 2021 znovu publikován. V odůvodnění soud uvedl: „Skutečností totiž je, že byly zdarma převedeny pozemky s vysokou hodnotou z majetku církve do majetku nadace založené osobně navrhovatelem. Nadace Arietinum má být sice podle zakládací listiny ovládána různými církevními hodnostáři (včetně navrhovatele), ovšem Předmětný článek (pravdivě) upozorňuje též na to, že v následujících pěti letech nebude možno změnit sestavu správní rady nadace kromě zakladatele (tedy navrhovatele).“ Organizaci Kverulant založil Vojtěch Razima, který byl v roce 2020 propuštěn z arcibiskupství, kdy soud potvrdil oprávněnost výpovědi pro neplnění povinností. Dle zástupců arcibiskupství jde o další pokus z jeho strany o pošpinění jména arcibiskupství.
V říjnu 2021 spolek Kverulant informoval o dalším převodu majetku církve na nadaci Arietinum. Tentokrát šlo o pozemky v pražských Bohnicích v odhadované hodnotě 170 milionů korun, které v srpnu nadaci darovala Římskokatolická farnost v Bohnicích. Dominik Duka se opět snažil zprávu nechat odstranit, když požádal Obvodní soud pro Prahu 10 o vydání předběžného opatření. Soud mu ovšem nevyhověl. Duka také na spolek podal žalobu, ve které požaduje peněžní zadostiučinění ve výši 3 milionů korun a omluvu.
Do roku 2023 nebylo nebyla podána žádná žaloba proti převodu, nebo nebylo zahájeno žádné řízení o protiprávním převodu.

## Ocenění
- Řád bílého lva, I. třída (2016)[59]
- Řád čestné legie (2012)[60]
- Medaile Za zásluhy I. stupeň (2001)[61]
- Duchovní Velkokříž sv. Lazara – odňato k 1. 1. 2021[18]
- Medaile generála Stanislava Čečka (2022)[62]
- Záslužný kříž náčelníka vojenské kanceláře prezidenta republiky.[63]
- Cena Hanno R. Ellenbogen (2024)[64]

## Galerie

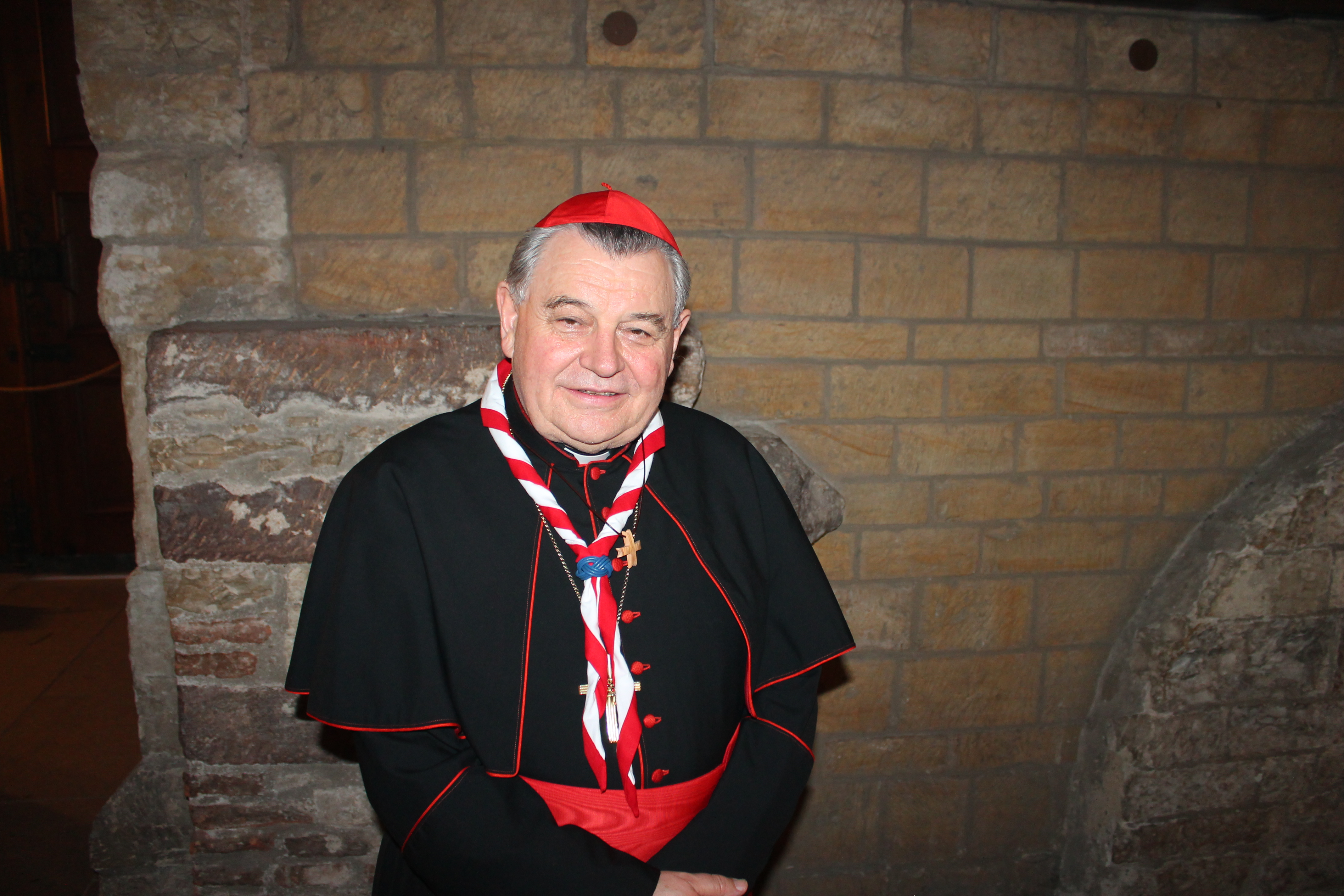
Dominik Duka po poutní mši svaté na svátek sv. Jiří – patrona skautů – v bazilice sv. Jiří na Pražském hradě. Na krku má věnovaný skautský šátek ve svatojiřských barvách; 24. 4. 2014
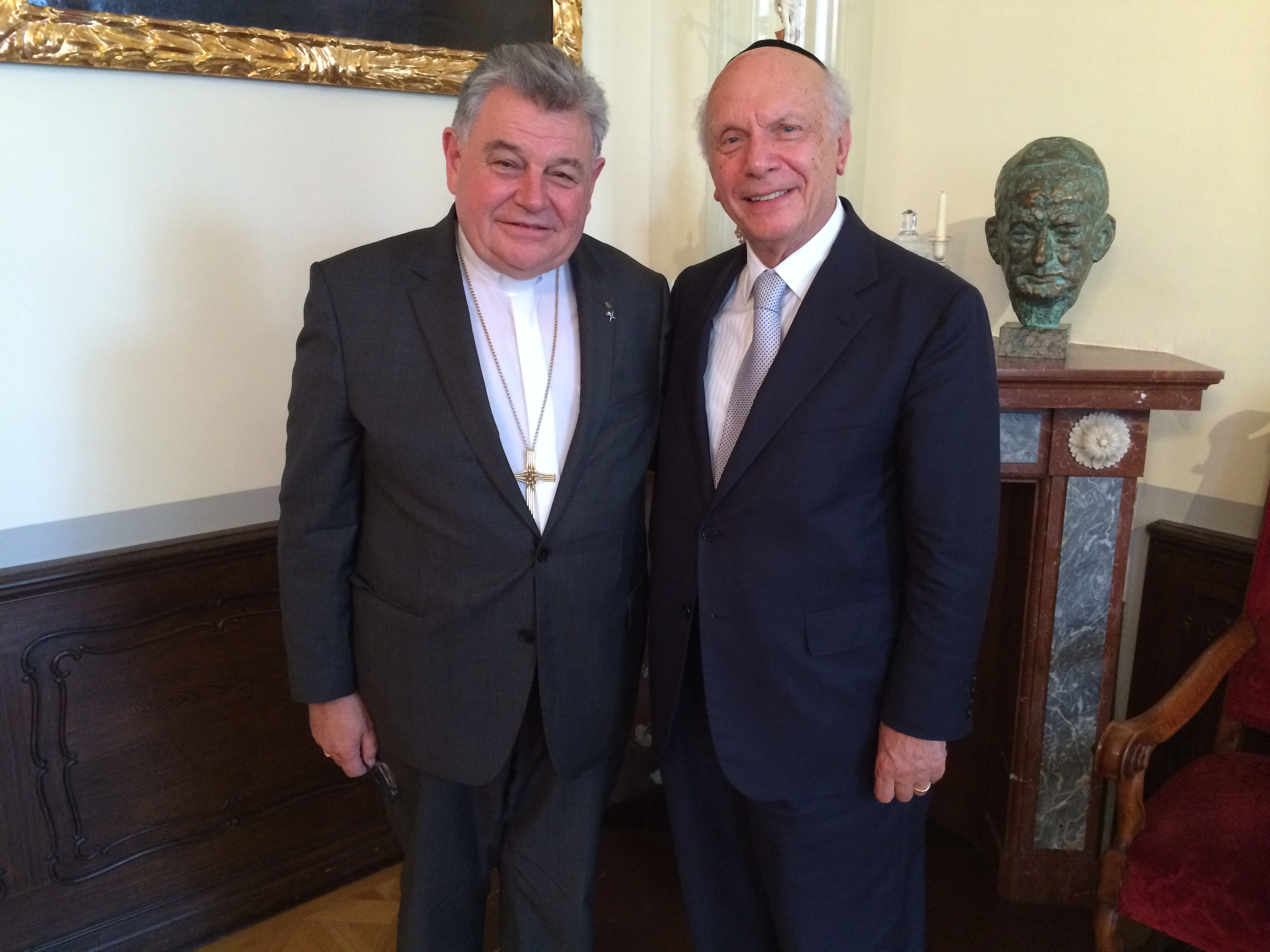
Arthur Schneier a Dominik kardinál Duka, červenec 2014
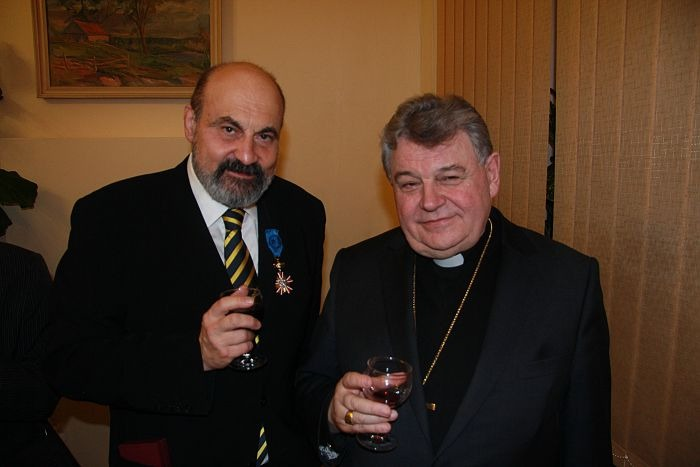
S Tomášem Halíkem 2014
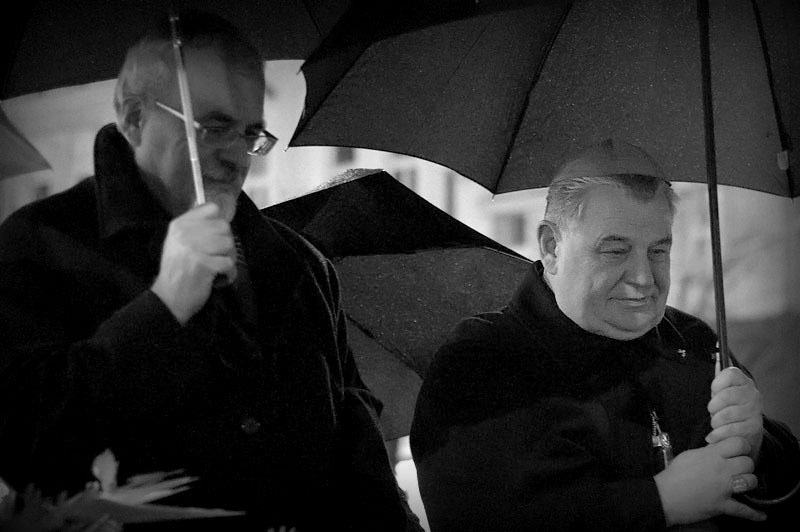
Dominik Duka s Joelem Rumlem při uctění památky Jana Palacha, leden 2014
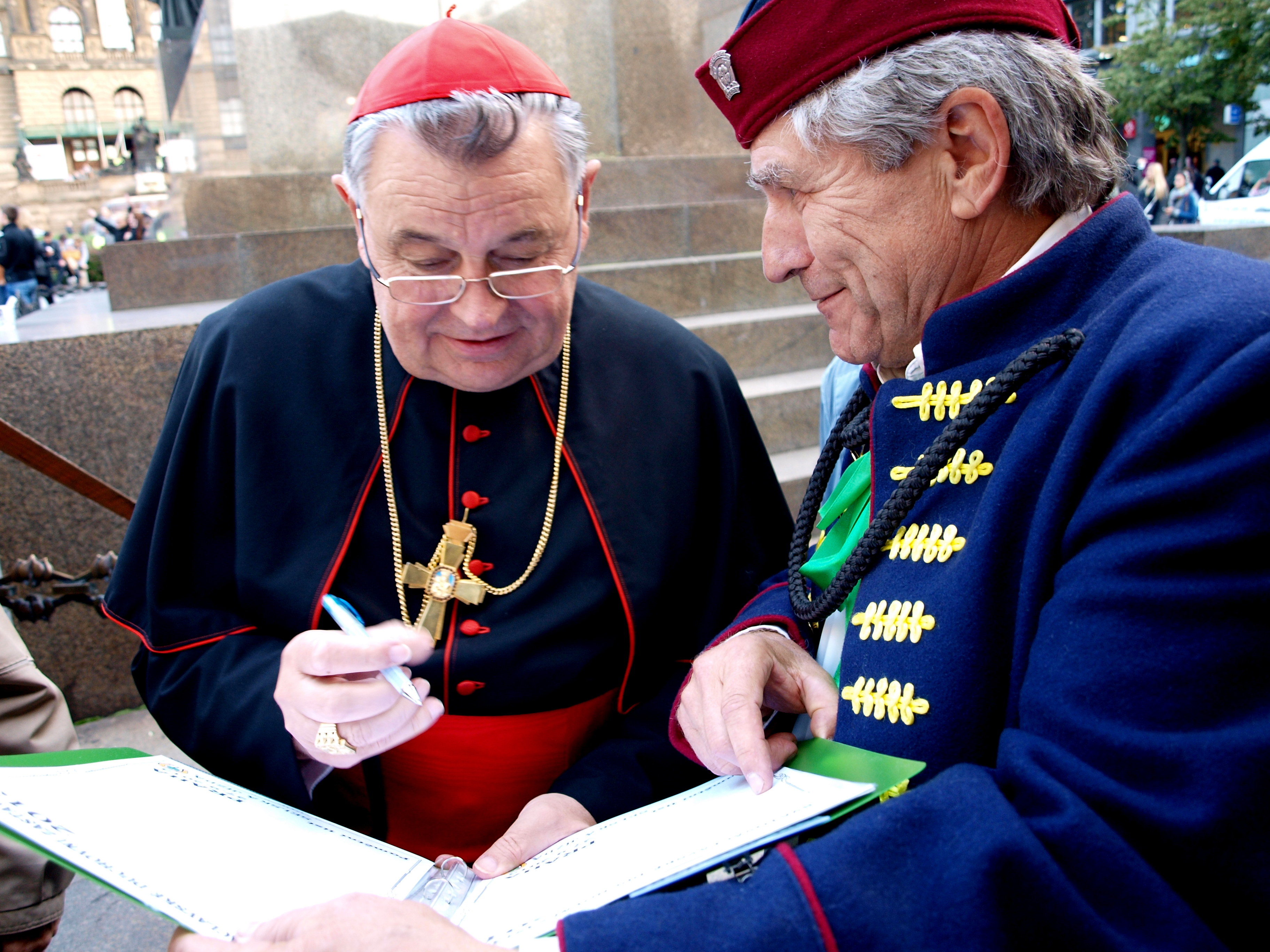
Domininik Duka s velitelem 43. sboru Selské jízdy „Jana Žižky z Trocnova“ Františkem Sáčkem 27. září 2013
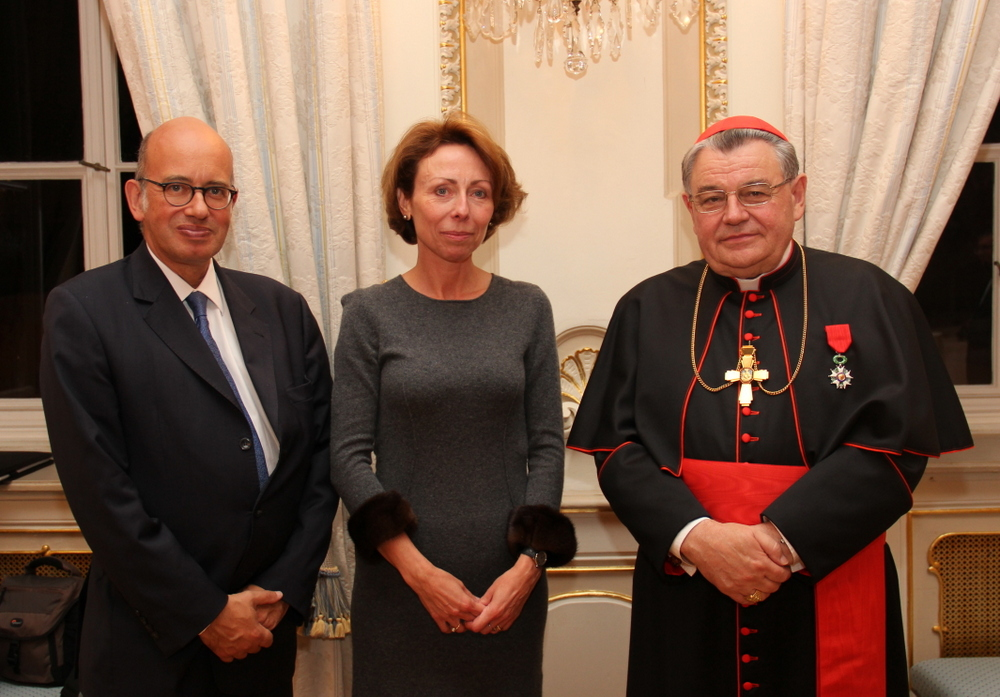
Dominik Duka s Řádem čestné legie
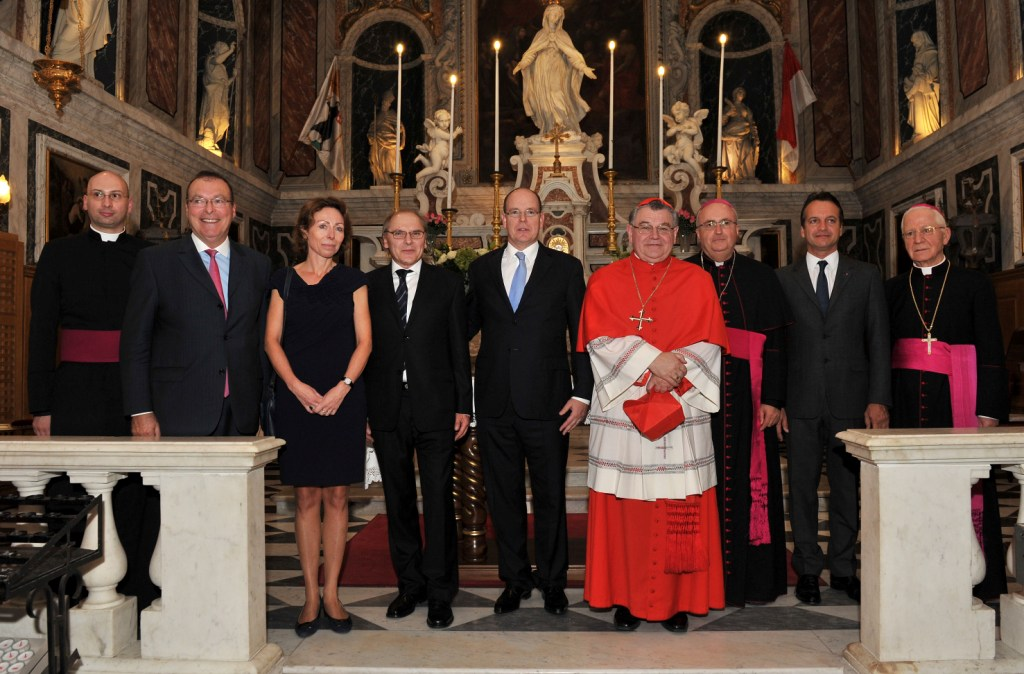
Dominik Duka na návštěvě Monaka s princem Albertem II. Monackým (vlevo)
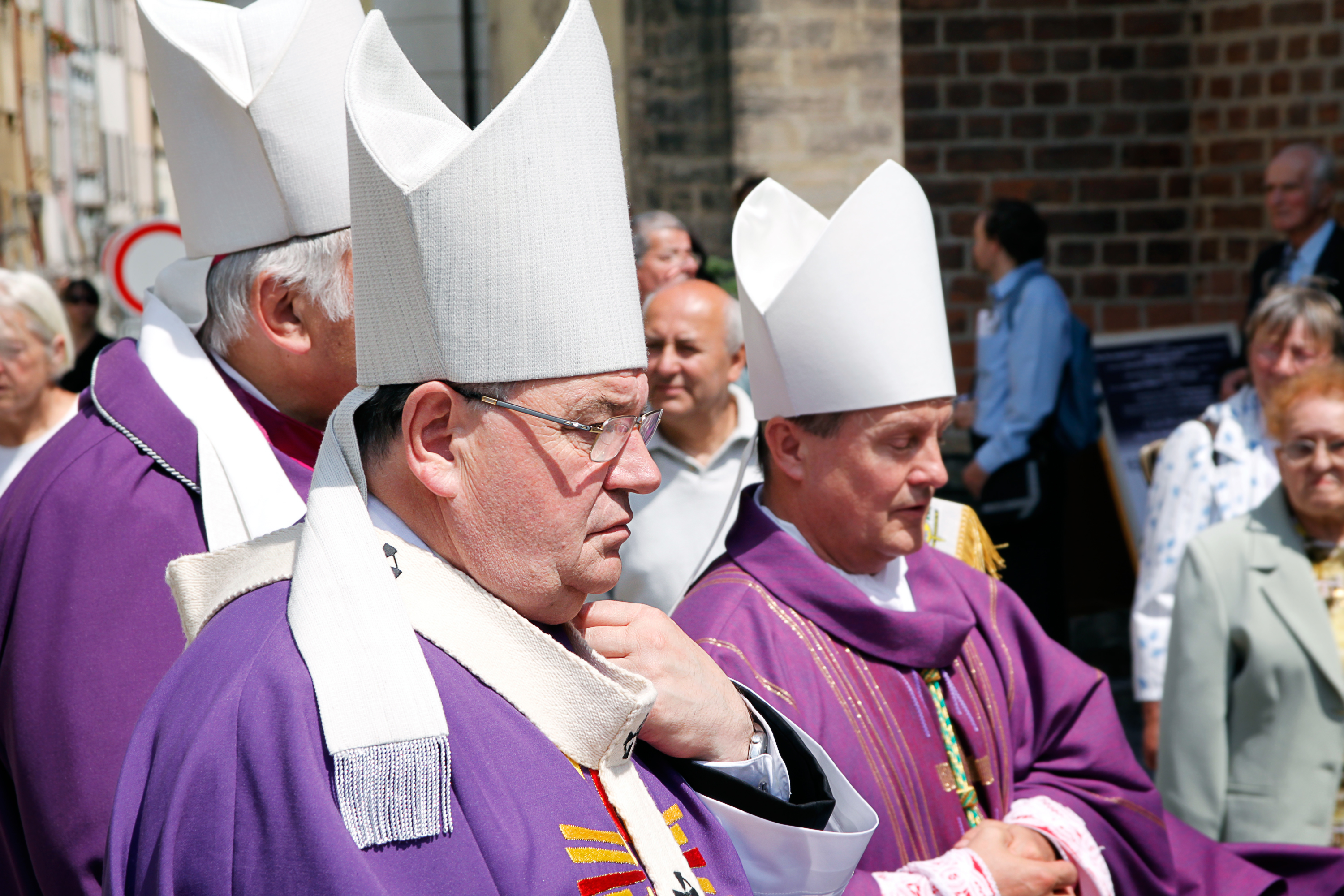
Arcibiskup Duka na pohřbu emeritního biskupa královéhradeckého Karla Otčenáška, 2011
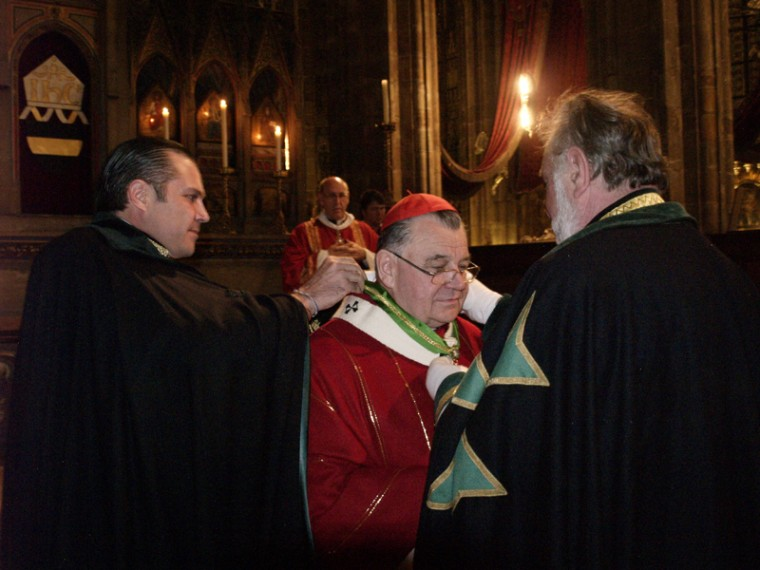
Kardinál Duka přijímá duchovní Velkokříž sv. Lazara
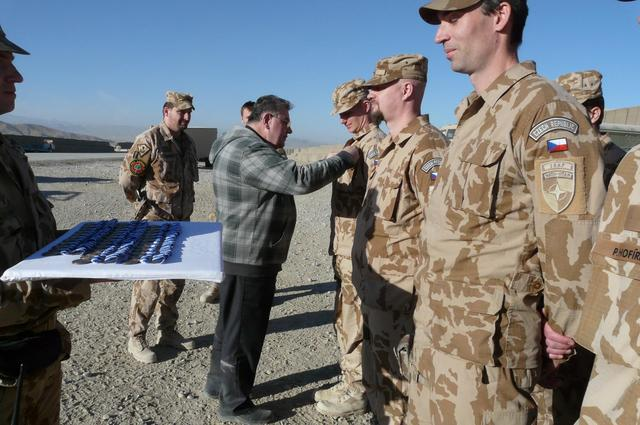
Dominik Duka oceňuje v Afghánistánu české vojáky, 2010